# Prisma mecánico
Un prisma mecánico o pieza prismática es un modelo mecánico de sólido deformable, usado para calcular elementos estructurales como vigas y pilares.
Geométricamente un prisma mecánico puede generarse al mover una sección transversal plana a lo largo de una curva, de tal manera que el centro de masa de la sección esté en todo momento sobre la curva y el vector tangente a la curva sea perpendicular a la sección transversal plana. Podemos dar algunos ejemplos de elementos estructurales con forma de prismas mecánicos:
- Un cilindro por ejemplo es una pieza prismática generada por un círculo que se desplaza a lo largo de una línea recta vertical.
- Un tubo (curvado o recto) es una pieza prismática generada por una corona circular moviéndose a lo largo de una curva suave.
- Una viga recta de sección transversal constante es geométricamente un prisma mecánico.

Una pieza prismática queda caracterizada por su eje baricéntrico (la curva a lo largo de la cual se desplaza la sección transversal), su sección transversal (la forma del corte según un plano perpendicular al eje) y el material en el que está fabricado.

## Descripción geométrica
El eje baricéntrico o línea baricéntrica es el lugar geométrico de los baricentros o centros de gravedad de las diversas secciones transversales que componen una pieza prismática. En una pieza prismática tanto la geometría como las magnitudes mecánicas (tensión, esfuerzo, deformación) se calculan a partir de las correspondientes magnitudes sobre eje baricéntrico. Y la hipótesis cinemática liga las magnitudes de puntos de fuera del eje con las correspondientes magnitudes sobre el eje baricéntrico.

### Coordenadas baricéntricas
Dado un prisma mecánico {\displaystyle \Pi \,}, si llamamos {\displaystyle E\,} al eje (que puede ser recto o curvo) y {\displaystyle S\,} a la forma de la sección transversal de una pieza prismática, topológicamente la geometría de la misma es: {\displaystyle \Pi =E\times S\,}. Cuando la pieza es de eje recto no existe mayor problema en usar un conjunto de coordenadas cartesianas, aunque cuando la pieza tiene un eje curvo conviene definir un sistema de coordenadas curvilíneas diferentes.
De hecho, para una pieza prismática (recta o curva) puede construirse un sistema de coordenadas ortogonales (s, y, z) de tal manera que s represente la longitud de arco a lo largo de la curva E e (y, z) sean coordenadas sobre la sección transversal y el vector de posición r de cualquier punto de la pieza prismática puede expresarse como:

{\displaystyle {\begin{cases}\mathbf {r} (s,y,z)=\mathbf {r} _{eje}(s)+y\mathbf {n} (s)+z\mathbf {b} (s)\\\mathbf {t} (s)={\cfrac {d\mathbf {r} _{eje}(s)}{ds}}\qquad \mathbf {n} (s)={\cfrac {1}{\chi }}{\cfrac {d\mathbf {t} (s)}{ds}}\qquad \mathbf {b} (s)={\cfrac {1}{\tau }}\left({\cfrac {d\mathbf {n} (s)}{ds}}+\chi \mathbf {t} \right)\end{cases}}}

Donde los vectores t, n y b son los vectores tangente, normal y binormal del triedro de Frênet-Serret del punto r(s, x, y) de la curva E; χ y τ son respectivamente la curvatura geométrica y la torsión geométrica del eje de la pieza prismática. La relación entre las coordenadas curvilíneas ortogonales (s, y, z) y las coordenadas cartesianas (X, Y, Z) del espacio tridimensional en el que se encuentra la pieza prismática es:

{\displaystyle {\begin{cases}X=X_{eje}(s)+yn_{X}+zb_{X}\\Y=Y_{eje}(s)+yn_{Y}+zb_{Y}\\Z=Z_{eje}(s)+yn_{Z}+zb_{Z}\end{cases}}}

El sistema de coordenadas anterior para la pieza estará bien definido para puntos tales que:

{\displaystyle {\begin{cases}h={\sqrt {(y_{max}-y_{min})^{2}+(z_{max}-z_{min})^{2}}}\\h<<\chi ^{-1}&\land \quad h<<L=(s_{max}-s_{min})\end{cases}}}

La primera condición es de tipo matemático y tiene que ver con la validez del cambio de coordenadas, más formalmente el jacobiano del cambio de coordenadas resulta ser positivo si:

{\displaystyle {\frac {\partial (X,Y,Z)}{\partial (s,y,z)}}=1-\chi y>0}

Por tanto el sistema valdrá como se ha dicho para vigas en que el canto o espesor en la dirección de curvatura sea pequeño comparado con el radio de curvatura. La segunda condición es de tipo físico {\displaystyle h<<L=(s_{max}-s_{min})} y es la que aseguraría que la sección transversal permanece indeformable, que es la hipótesis común en la teoría de vigas.

### Magnitudes geométricas de la sección
En el cálculo de los esfuerzos sobre una sección resistente, intervienen diversas mangitudes geométricas. Las magnitudes geométricas son el área (A), los momentos estáticos (Sy, Sz), los momentos de inercia de la sección (Iy, Iz, Iyz), el módulo de torsión (J) y el momento de alabeo (Iω). Todas estas cantidades son definibles en términos de la forma de la sección y el alabeo seccional ω, mediante las siguientes fórmulas:

{\displaystyle {\begin{matrix}A=\int _{A}dydz&S_{y}=\int _{A}z\ dydz&S_{z}=\int _{A}y\ dydz\\I_{y}=\int _{A}z^{2}\ dydz&I_{z}=\int _{A}y^{2}\ dydz&I_{yz}=\int _{A}yz\ dydz\\I_{\omega }=\int _{A}\omega ^{2}\ dydz&{\hat {S}}_{y}=+\int _{A}{\frac {\partial \omega }{\partial y}}\ dydz&{\hat {S}}_{z}=-\int _{A}{\frac {\partial \omega }{\partial z}}\ dydz\end{matrix}}}

Una vez definido el centro de cortante se definen las magnitudes adicionales:

{\displaystyle {\begin{cases}I_{C}=\int _{A}\left[(y-y_{C})^{2}+(z-z_{C})^{2}\right]dydz&J=I_{C}-W_{0}\\W_{0}=\int _{A}\left[({\frac {\partial \omega }{\partial y}})^{2}+({\frac {\partial \omega }{\partial z}})^{2}\right]dydz&\kappa =1-J/I_{C}\end{cases}}}

El significado de estas magnitudes queda claro cuando se considera la relación entre los esfuerzos y los desplazamientos. Tomando dos secciones de dos piezas prismáticas sometidas a los mismos esfuerzos, puede verse que cuanto mayor sea alguna de las magnitudes anterior menores serán los desplazamientos, deformaciones y tensiones sobre dicha sección.

## Descripción cinemática
Una pieza prismática presenta la peculiaridad mecánica de que cualquier deformación tridimensional puede expresarse en términos de la deformación del eje E(desplazamientos del mismo, cambios de curvatura y torsión). La ecuación que relaciona los desplazamientos y giros del eje, con el campo de desplazamientos del sobre todo el prisma (considerado como sólido deformable) se llama hipótesis cinemática.
La deformación de un sólido viene dada por un campo vectorial (u*,v*,w*) dependiente de tres coordenadas de posición (s, y, z), donde s denota la longitud a lo largo del eje de la viga y (y, z) la posición sobre la sección transversal. Cuando el sólido es una pieza prismática dicho campo puede expresarse convenientemente a partir de un vector de desplazamientos y giros del eje de la pieza (u, v, w, θx, θy, θz). Fijados los desplazamientos y giros de dicho eje, el desplazamiento de cualquier otro punto de una pieza prismática queda totalmente determinado. De hecho la hipótesis cinemática para los desplazamientos de una pieza alargada es la ecuación que relaciona los desplazamientos de un punto cualquiera con el desplazamientos y giros del eje:

{\displaystyle \mathbf {d} (s,y,z)={\begin{Bmatrix}u^{*}(s,y,z)\\v^{*}(s,y,z)\\w^{*}(s,y,z)\end{Bmatrix}}={\begin{bmatrix}1&0&0&0&z-z_{G}&-(y-y_{G})\\0&1&0&-(z-z_{C})&0&0\\0&0&1&y-y_{C}&0&0\\\end{bmatrix}}{\begin{Bmatrix}u(s)\\v(s)\\w(s)\\\theta _{x}(s)\\\theta _{y}(s)\\\theta _{z}(s)\\\end{Bmatrix}}}

Donde {\displaystyle C:=(y_{C},z_{C}),G:=(y_{G},z_{G})} son las posiciones del centro de cortante y del centro de gravedad de la sección. Lo anterior implica que las deformaciones sobre una pieza alargada usando las coordenadas curvilíneas (s, y, z) son (despreciando las componentes εyy, εzz y εyz):

{\displaystyle {\begin{Bmatrix}\varepsilon _{ss}\\\varepsilon _{sy}\\\varepsilon _{sz}\end{Bmatrix}}={\frac {\chi }{1-\chi y}}{\begin{Bmatrix}-v+{\hat {z}}\theta _{x}\\u+{\tilde {z}}\theta _{y}-{\tilde {y}}\theta _{z}\\0\end{Bmatrix}}+{\frac {1}{1-\chi y}}{\begin{Bmatrix}u'+{\tilde {z}}\theta '_{x}-{\tilde {y}}\theta '_{y}\\v'-{\hat {z}}\theta '_{x}\\w'+{\hat {z}}\theta '_{x}\end{Bmatrix}}+{\begin{Bmatrix}-\theta _{z}+\theta _{y}\\-\theta _{x}\\+\theta _{x}\end{Bmatrix}}}

Donde {\displaystyle \chi \,} es la curvatura inicial del eje, y donde se han introducido las abreviaciones:

{\displaystyle {\begin{matrix}{\hat {y}}:=y-y_{C},&{\hat {z}}:=z-z_{C}\\{\tilde {y}}:=y-y_{G},&{\tilde {z}}:=z-z_{G}\end{matrix}}}

## Descripción mecánica
Si aplicamos las ecuaciones de Lamé-Hooke a una pieza prismática y se desprecian los cambios de forma de la sección transversal la relación entre tensiones σij y deformaciones εij viene dada, en términos del módulo de Young (E) y el módulo de elasticidad transversal (G), por:

{\displaystyle {\begin{Bmatrix}\sigma _{ss}\\\sigma _{sy}\\\sigma _{sz}\end{Bmatrix}}={\begin{bmatrix}E&0&0\\0&2G&0\\0&0&2G\end{bmatrix}}{\begin{Bmatrix}\varepsilon _{ss}\\\varepsilon _{sy}\\\varepsilon _{sz}\end{Bmatrix}}}

La energía de deformación total de una pieza prismática K viene dada por la suma de la energía de deformación UD más la energía potencial UP de las fuerzas actuantes qs. En el caso de no existir fuerzas másicas:

{\displaystyle {\begin{matrix}U_{D}={\frac {1}{2}}\int _{K}\left[\sum _{i,j}\sigma _{ij}\varepsilon _{ij}\right]dV&&&U_{P}=\int _{\partial K}\mathbf {d} \cdot \mathbf {q_{s}} \ dS\end{matrix}}}

Si se substituyen las descripciones cinemáticas de la sección anterior se obtienen la energía total en términos de desplazamientos para una pieza prismática. Si en la segunda e estas expresiones se igualan las fuerzas exteriores a las tensiones, y se expresa en términos de los desplazamientos se llega a:

{\displaystyle U_{P}=\int _{A}\mathbf {d} \cdot \mathbf {t} \ dxdy=\left[\int _{A}{\begin{bmatrix}1&0&0\\0&1&0\\0&0&1\\\omega &0&0\\0&-{\hat {z}}&{\hat {y}}\\{\tilde {z}}&0&0\\-{\tilde {y}}&0&0\end{bmatrix}}^{T}{\begin{Bmatrix}u(s)\\v(s)\\w(s)\\\varphi (s)\\\theta _{x}(s)\\\theta _{y}(s)\\\theta _{z}(s)\end{Bmatrix}}\cdot {\begin{Bmatrix}\sigma _{ss}\\\sigma _{sy}\\\sigma _{sz}\end{Bmatrix}}\ dxdy\right]={\begin{Bmatrix}N_{x}\\Q_{y}\\Q_{z}\\B_{\omega }\\M_{x}\\M_{y}\\M_{z}\end{Bmatrix}}\cdot {\begin{Bmatrix}u(s)\\v(s)\\w(s)\\\varphi (s)\\\theta _{x}(s)\\\theta _{y}(s)\\\theta _{z}(s)\end{Bmatrix}}}

(En la ecuación anterior se ha introducido la función de alabeo ω(y,z) y el alabeo unitario φ para dar cuenta de la conexión entre tensión normal y torsión en piezas de sección no circular). 

### Esfuerzos sobre un prisma mecánico
Los esfuerzos generalizados sobre una sección transversal de una pieza prismática en términos de los desplazamientos y giros vienen dados por:

{\displaystyle {\begin{cases}N_{x}=\int _{A}\sigma _{ss}\ dydz=EA{\cfrac {du}{ds}}+ES_{y}{\cfrac {d\theta _{y}}{ds}}-ES_{z}{\cfrac {d\theta _{z}}{ds}}\\Q_{y}=\int _{A}\sigma _{sy}\ dydz=GA\left({\cfrac {dv}{ds}}-\theta _{z}\right)-G{\hat {S}}_{y}\left({\cfrac {d\theta _{x}}{ds}}-\varphi \right)\\Q_{z}=\int _{A}\sigma _{sz}\ dydz=GA\left({\cfrac {dw}{ds}}+\theta _{y}\right)+G{\hat {S}}_{z}\left({\cfrac {d\theta _{x}}{ds}}-\varphi \right)\end{cases}}}
{\displaystyle {\begin{cases}B_{\omega }=\int _{A}\omega \sigma _{ss}\ dydz=EI_{\omega }{\cfrac {d\varphi }{ds}}\end{cases}}}
{\displaystyle {\begin{cases}M_{x}=\int _{A}(-{\hat {z}}\sigma _{sy}+{\hat {y}}\sigma _{sz})\ dydz=G\left[J\left({\frac {d\theta _{x}}{ds}}+{\frac {\kappa }{1-\kappa }}\left({\frac {d\theta _{x}}{ds}}-\varphi \right)\right)+{\hat {S}}_{z}\left({\frac {dw}{ds}}+\theta _{y}\right)-{\hat {S}}_{y}\left({\frac {dv}{ds}}-\theta _{z}\right)\right]\\M_{y}=+\int _{A}{\tilde {z}}\sigma _{ss}\ dydz=EI_{y}{\cfrac {d\theta _{y}}{ds}}-EI_{yz}{\cfrac {d\theta _{z}}{ds}}+ES_{y}{\cfrac {du}{ds}}\\M_{z}=-\int _{A}{\tilde {y}}\sigma _{ss}\ dydz=EI_{z}{\cfrac {d\theta _{z}}{ds}}-EI_{yz}{\cfrac {d\theta _{y}}{ds}}-ES_{z}{\cfrac {du}{ds}}\end{cases}}}

Las magnitudes geométricas {\displaystyle A,S_{y},S_{z};I_{y},I_{z},I_{yz};I_{\omega },{\hat {S}}_{y},{\hat {S}}_{y};J,\kappa } son precisamente las magnitudes las definidas en la #Descripción geométrica de la sección transversal.
Para una pieza prismática cuyo eje baricéntrico sea una curva plana y con esfuerzos en el plano de la curva {\displaystyle (q_{x},q_{y},\mu _{z})}, los esfuerzos en términos de las fuerzas exteriores vienen dados por:

{\displaystyle {\begin{cases}{\cfrac {dN_{x}}{ds}}+{\cfrac {Q_{y}}{\rho }}+q_{x}=0\\{\cfrac {dT_{y}}{ds}}-{\cfrac {N_{x}}{\rho }}+q_{y}=0\\{\cfrac {dM_{z}}{ds}}+T_{x}+\mu _{z}=0\end{cases}}}

donde {\displaystyle \rho (s)} es el radio de curvatura en cada punto.